# Hôtel de la Marine
Pour les articles homonymes, voir Hôtel de la Marine de Rochefort, Hôtel de la Marine (Bordeaux) et Hôtel de la Marine (Nantes).
« Hôtel du Garde-Meuble » redirige ici.  Pour l'hôtel du Garde-Meuble du château de Versailles, voir hôtel du Garde-Meuble (Versailles).
 (juillet 2021).
Si vous disposez d'ouvrages ou d'articles de référence ou si vous connaissez des sites web de qualité traitant du thème abordé ici, merci de compléter l'article en donnant les références utiles à sa vérifiabilité et en les liant à la section « Notes et références ».
L'hôtel de la Marine (initialement hôtel du Garde-Meuble de la Couronne) se situe dans le 8e arrondissement de Paris, au 2 place de la Concorde.
Il constitue l'édifice est d'un ensemble de deux bâtiments jumeaux encadrant la rue Royale.
Son pendant, destiné à l'origine à devenir l'hôtel des Monnaies projet qui fut abandonné, est composé de quatre hôtels : au no 4, l'hôtel de Coislin, au no 6, l'hôtel du Plessis-Bellière, au no 8, l'hôtel Cartier et au no 10, l'hôtel de Crillon. Sont notamment abrités aujourd'hui dans cet ensemble, le palace hôtelier qui porte le nom d'hôtel de Crillon, l'Automobile Club de France et l'Académie de marine.

## Histoire

### 1748: Gabriel édifie un décor à la gloire du roi

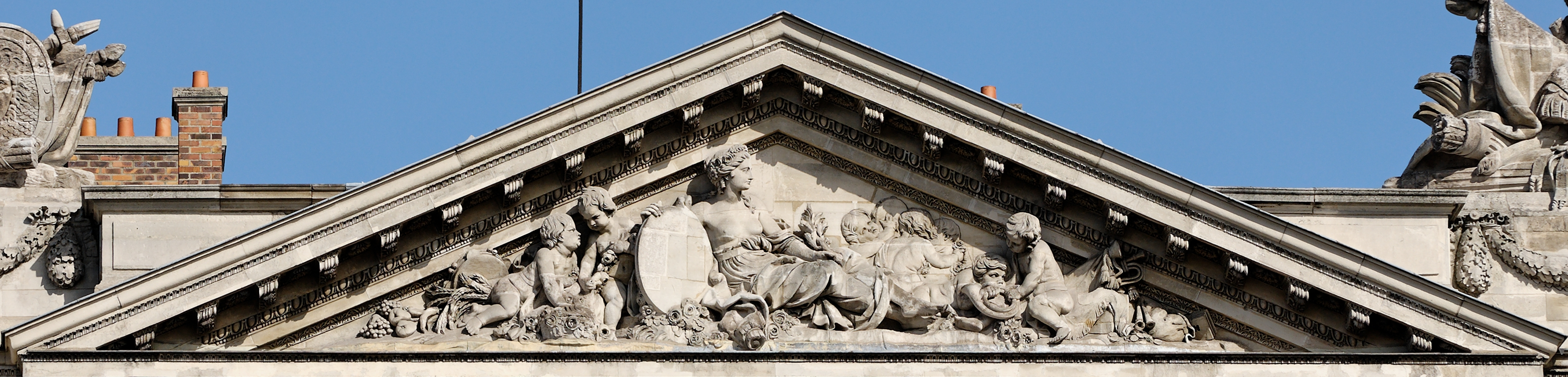
La Félicité publique, fronton oriental de l'hôtel de la Marine.

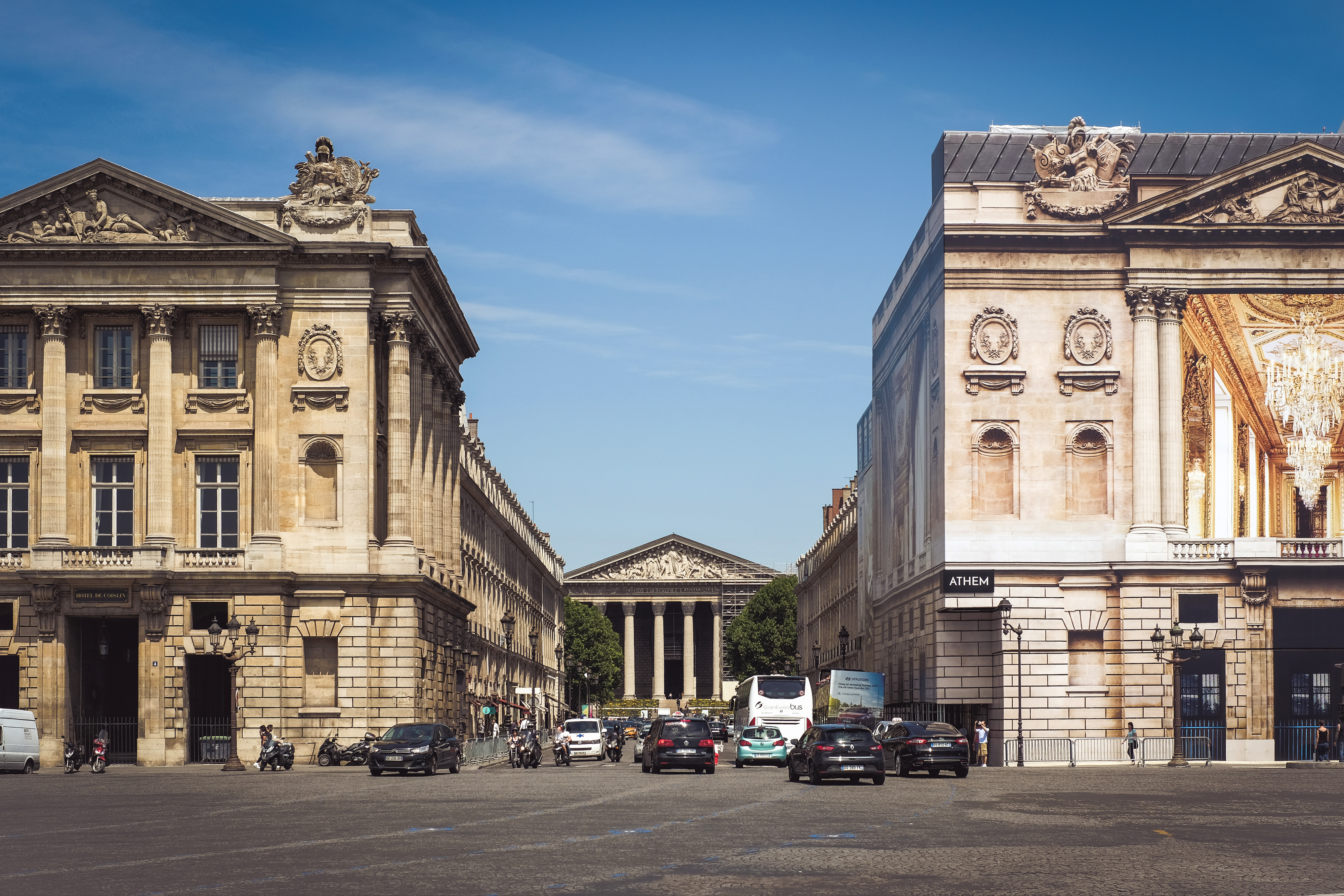
La Magnificence, fronton occidental (à droite).

En 1748, Louis XV gouverne seul depuis cinq ans à la suite de la mort du Cardinal de Fleury. Il cherche à affirmer et consolider son pouvoir personnel face à l'ombre tutélaire du règne légendaire de Louis XIV et aux splendeurs et décadences de la Régence.
Particulièrement prospères grâce au commerce maritime extérieur, les revenus de la France grimpent de 80 à 308 millions de livres entre 1716 et 1748. Le roi lance alors une série de grands travaux industriels, religieux ou de prestige dans tout le royaume.
À Paris, les échevins de Paris se proposent d'offrir au Souverain un monument dédié à sa gloire personnelle sous la forme d'une statue équestre en Imperator romain comme il était souvent d'usage (à l'image de la place des Victoires consacrée à Louis XIV et de la place Royale (actuelle place des Vosges) consacrée à Louis XIII).
Cette statue est commandée à Edmé Bouchardon mais le projet s'élargit à la construction d’une esplanade monumentale dédiée à la gloire du Roi sur le modèle des places des Conquêtes (place Vendôme), de la place Royale (actuelle place des Vosges), de la place Dauphine ou de la place des Victoires.
Plusieurs emplacements sont envisagés et après maintes hésitations, le Roi choisit finalement l'espace marécageux situé au pied de la colline du Roule entre le bois malfamé des Champs-Élysées et l'extrémité ouest du Parc de son Château des Tuileries.
Un concours d’architecture est alors lancé pour l’aménagement de cette place au terme duquel dix-neuf propositions sont déposées. Aucune ne satisfait le roi et il en est de même du second concours organisé.
En 1753, Ange-Jacques Gabriel, Premier architecte du Roi, propose une synthèse des différents projets pour créer les plans définitifs de la future place Louis-XV (actuelle place de la Concorde) :
- La statue du roi sera au centre, représenté à la romaine, c’est-à-dire chevauchant sans selle et sans étriers (à cru).
- La place cernée de jardins en fossés secs sera bordée de balustrades.
- À l’ouest, la place s’ouvrira sur trois avenues :
  - Le Cours la Reine vers le sud-ouest. Créé par Catherine de Médicis il sera replanté et longe la Seine vers Saint-Cloud, Meudon et Versailles.
  - Le Grand-Cour ou Avenue du Roule vers l'Ouest. Il s'inscrit en prolongement de la perspective de Le Nôtre vers la Colline du Roule et Nanterre (actuelle Avenue des Champs-Élysées).
  - L'Avenue de l'Élysée vers le nord-ouest. Prévue mais non réalisée elle devait s'orienter vers Asnières. Elle sera finalement ouverte en 1818 mais en parallèle des Champs-Élysées et prendra le nom d'Avenue Gabriel en hommage à l'architecte du Roi.
- À l'est l'entrée vers les Jardins Royaux et le Palais des Tuileries est légèrement réaménagée
- Au sud : l'ouverture vers la Seine reste libre de toute construction
- Au nord : deux palais jumeaux aux façades classiques monumentales encadreront de part et d’autre la rue Royale

En 1757, seules les façades des hôtels sont édifiées, telles un décor fermant la place Louis-XV au Nord, sans qu'aucun bâtiment ne soit construit derrière elles.

### 1765: un écrin pour les collections du Roi

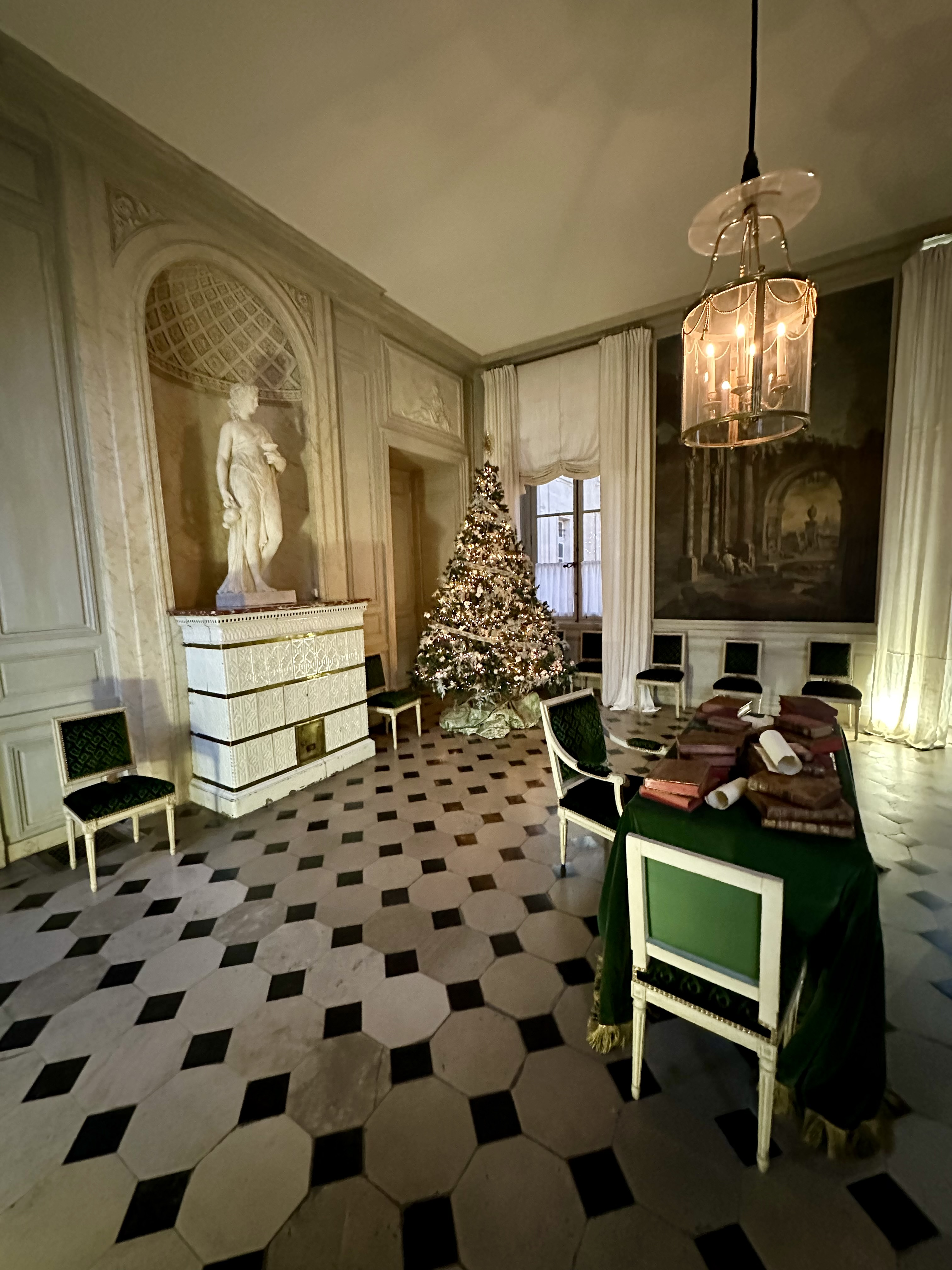
Antichambre carrelée des appartements des Intendants du garde-meuble de la Couronne.

En 1765, les façades qui ne sont encore que des décors vont finalement trouver une affectation et ce sont deux palais jumeaux qui vont commencer à s'élever de part et d'autre de la rue Royale.
La construction du bâtiment derrière les façades d'Ange-Jacques Gabriel va durer de 1757 à 1774 sous la direction de l'architecte et contrôleur général des Bâtiments du roi, Louis-François Trouard. Cependant, il reste encore à trouver une affectation aux bâtiments. Ce sera chose faite en 1767.
Le palais occidental doit accueillir l'hôtel des Monnaies mais, trop éloigné du centre des affaires, il est finalement subdivisé en quatre lots avec charge aux acquéreurs d'y construire des maisons particulières à leur frais.
Le palais oriental (futur hôtel de la Marine) est quant à lui destiné à être l'hôtel du Garde-Meuble de la Couronne (Administration chargée du mobilier du Roi). Censé n’occuper qu’une partie du bâtiment, le Garde-Meuble investit l'ensemble des murs en 1767 jusqu'à la Révolution. À partir de cette période, il deviendra durant deux siècles l'hôtel de la Marine.
Ancêtre du Mobilier national, le Garde-Meuble de la Couronne était chargé du choix, de l’achat et de la conservation du mobilier et des collections du Roi : armes et armures, cadeaux diplomatiques, étoffes, tentures et tapisseries, vases de pierres dures, porcelaines, chinoiseries, bronzes, biscuits... mais aussi batteries de cuisine et linges de maison.
Enfin le Garde-Meuble conserve les diamants de la Couronne de France et les bijoux personnels du Roi et de la Famille Royale.

### Fontanieu constitue la vitrine des Arts Décoratifs duXVIIIesiècle

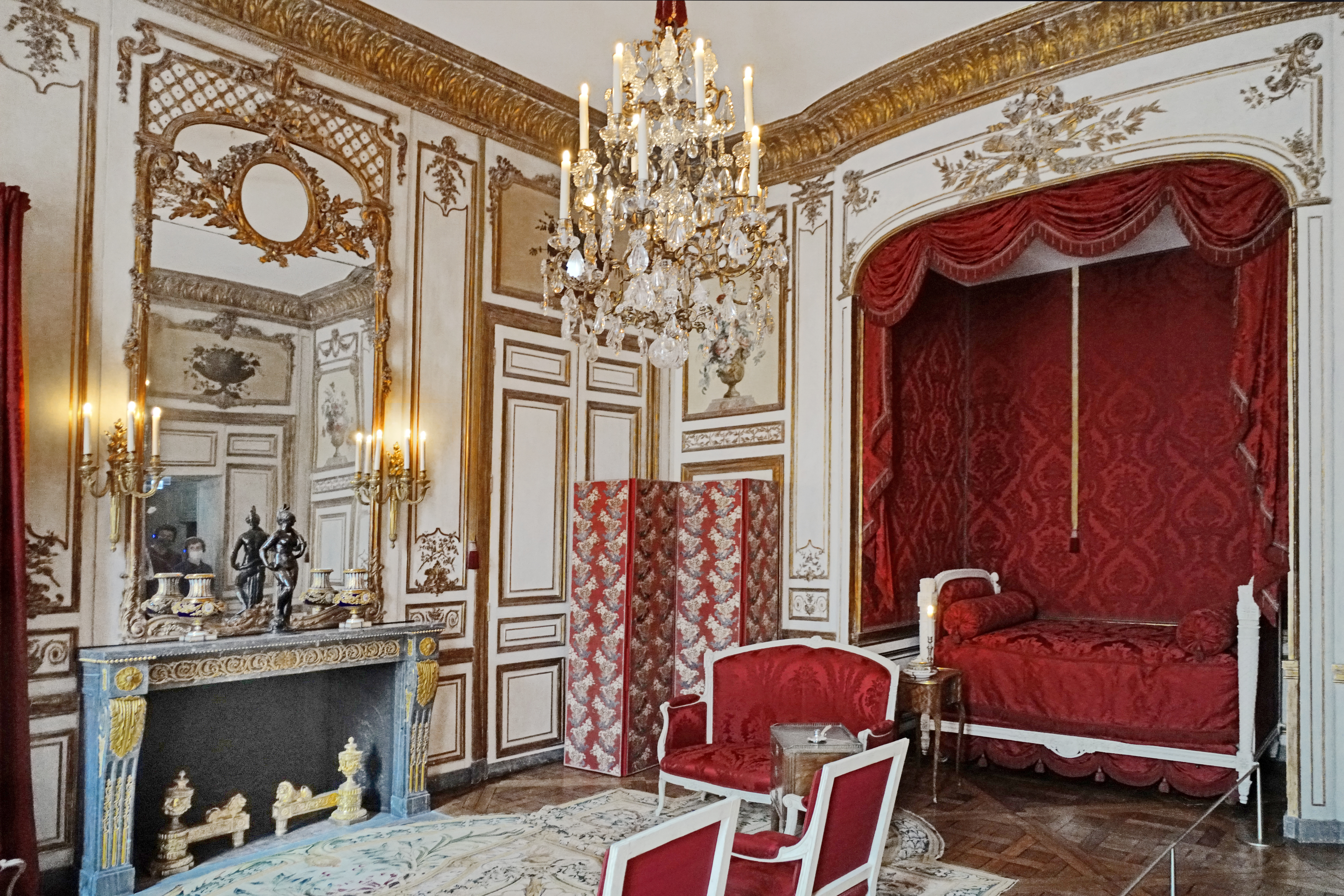
La chambre de Pierre-Élisabeth de Fontanieu, après la rénovation de 2016-2021.

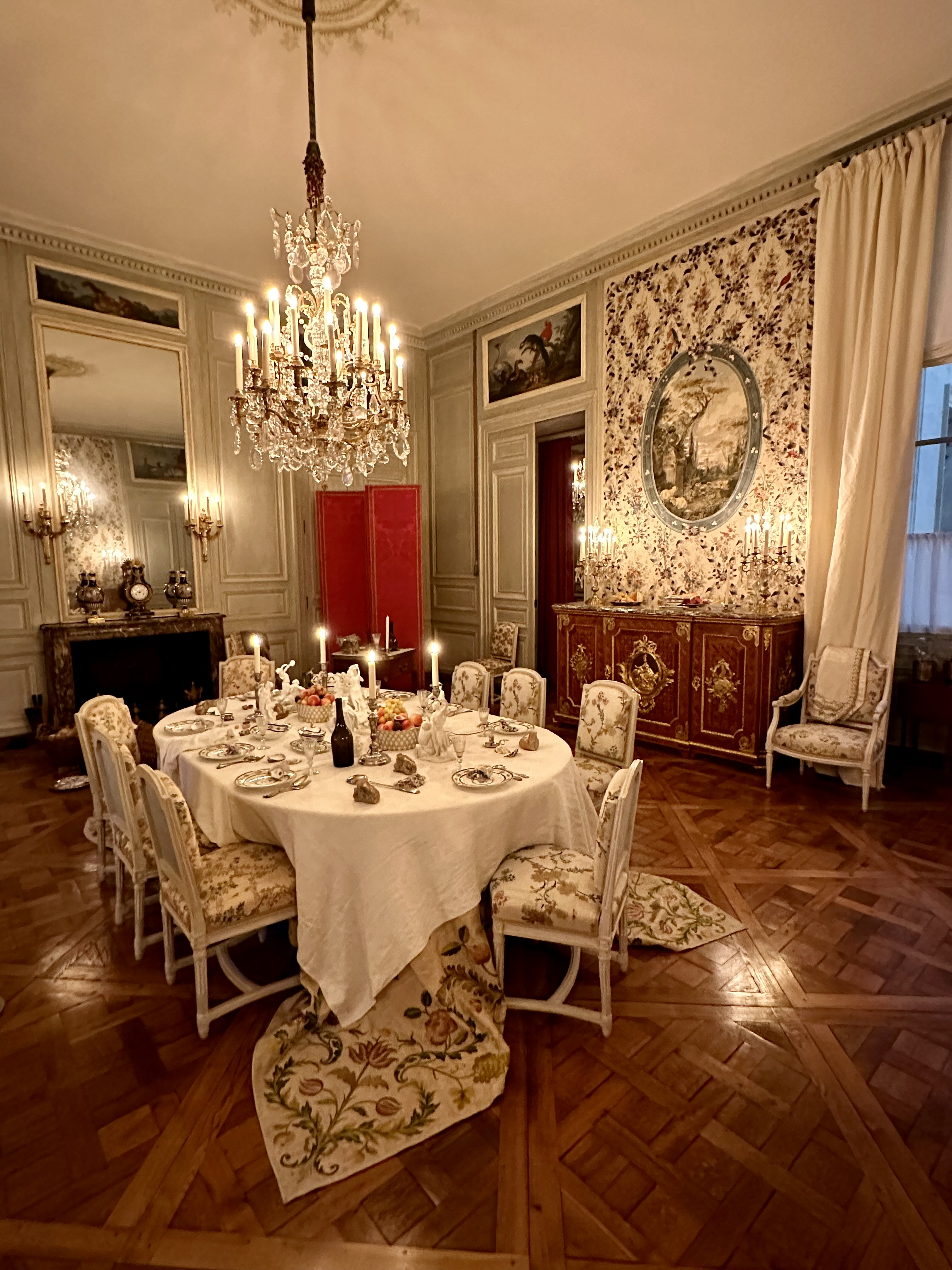
Salle à manger des appartements des Intendants.

Le Contrôleur général du Garde-Meuble du Roi et Intendant de celui-ci, Pierre-Élisabeth de Fontanieu, fait aménager l’Hôtel afin de satisfaire aux différents besoins de son administration : entrepôt, ateliers, appartements de fonction, galeries d'exposition.
Il va y regrouper avec un goût sûr et averti la quintessence de ce qu'il y a de plus luxueux, raffiné et innovant en termes d'arts décoratifs et d'aménagements intérieurs au XVIIIe siècle orientant ainsi le goût français et européen et le poussant à un niveau d'excellence inégalé.
Marchands, artistes, artisans, mécènes défilent au Garde-Meuble et sont reçus dans des pièces d'exposition parfois plus richement décorées que les maisons royales.
L'hôtel abrite également plusieurs appartements, dont le logement de l'intendant du Garde-Meuble. On y trouve également la chapelle dite du cardinal de Richelieu, une buanderie, une bibliothèque, des ateliers et des écuries.

### 1777: le premier musée d'Arts décoratifs ouvre ses portes au public
En 1777, Fontanieu inaugure également le principe de l'exposition et du musée en ouvrant des galeries dédiées au public tous les premiers mardis de chaque mois entre 9 heures et 13 heures « de la Quasimodo à la Saint-Martin » (du premier dimanche après Pâques jusqu'au 11 novembre).
Ce premier musée public bâti sur le principe des cabinets de curiosités comprend trois salles d'exposition :
- La Salle d'Armes qui présente une collection d'armures et armes des Rois de France (aujourd'hui aux Invalides et au Louvre);
- La Galerie des Grands Meubles qui conserve dans de grandes armoires des étoffes et une collection de tapisseries unique au monde (aujourd'hui au Louvre, au Mobilier National et dans les Palais Nationaux)
- La Salle des Bijoux qui réunit des vases de pierres de couleurs et de cristal de roche, l'orfèvrerie, des présents diplomatiques ainsi que les joyaux de la Couronne dont des diamants montés en parure enfermés dans des vitrines[4].

Pierre-Élisabeth de Fontanieu demande à se retirer en 1784 pour raisons de santé et meurt la même année.

### 1784: Thierry de Ville d'Avray instaure le Principe de la Régie

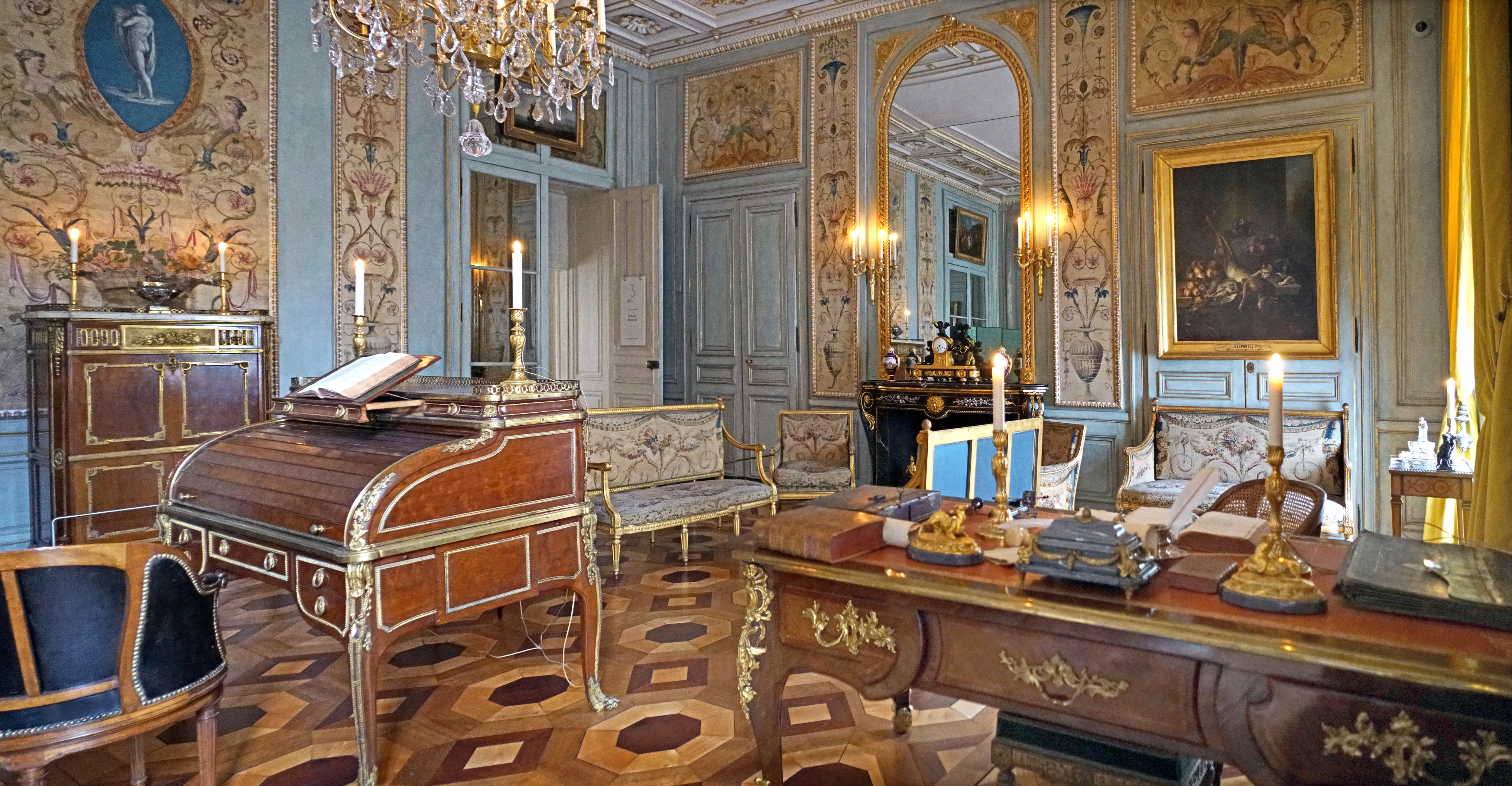
Le grand cabinet de travail de Thierry de Ville-d'Avray, après la rénovation de 2016-2021.

Marc-Antoine Thierry de Ville-d'Avray, premier valet de chambre du Roi remplace le marquis de Fontanieu en 1784.
Dès le début de son administration, il rédige un règlement pour les commandes, les prêts de meubles et la gestion de l'établissement. Au lieu de commander les meubles à des artisans indépendants, il choisit de s'adresser à une régie placée sous la surveillance du sculpteur Jean Hauré.
On y trouve des ébénistes tels que Guillaume Benneman, des menuisiers dont Jean-Claude Sené et Jean-Baptiste Boulard, des sculpteurs comme Nicolas Vallois et François Chatard, des bronziers parmi lesquels Pierre-Philippe Thomire, Etienne-Jean Forestier et André Ravrio ou encore des tapissiers tels que Claude-François Capin.
Ce système permet de faire des économies mais favorise un certain clientélisme et favoritisme qui génèrent des jalousies. Fraichement anobli et avec un caractère très arriviste, le baron de Ville d'Avray, Intendant du Garde-Meuble de la Couronne, fait rapidement fortune, son arrivisme attise la jalousie autour de lui et sa gestion du Garde-Meuble est parfois remise en question.

### La Révolution: un balcon sur l'Histoire et un changement de destination

#### 13 juillet 1789: les canons du Siam contre la Bastille
Au matin du 13 juillet 1789 des émeutiers parisiens s'introduisent dans le bâtiment à la recherche d’armes.
L'Intendant Thierry de Ville d'Avray est absent et c'est son adjoint qui fait face aux Révolutionnaires.
Habilement, il les oriente vers la Salle d'Armes pour détourner les convoitises des bijoux et objets plus précieux.
Les insurgés ressortent avec pics et épées de parade ainsi que des canons d'apparat offerts à Louis XIV par le Roi de Siam en 1684. Montés sur des affûts damasquinés en argent et de taille symbolique, ils se révèleront particulièrement inefficaces.

#### 11-16 septembre 1792: le casse du siècle

##### Les faits
Le 17 juin 1791, l’Assemblée Constituante décide de faire procéder à l’inventaire complet du Garde-Meuble. En effet, la fuite de la famille royale fait craindre qu'elle n'ait emporté son trésor avec elle ou qu'elle ait missionné des proches pour le récupérer afin de payer les armées contre-révolutionnaires. Le rapport d’inventaire ne révèle aucune disparition des joyaux de la Couronne mais un manque d’or.
Thierry de Ville d'Avray est soupçonné et il lui est enjoint de se tenir « aux ordres des commissaires ». Désormais surveillé, il aménage un meuble pour y cacher neuf coffrets comprenant les trois quarts des joyaux.
Après la prise des Tuileries lors des massacres de septembre 1792, le ministre de l'Intérieur Roland fait arrêter Thierry de Ville d'Avray et fait nommer à sa place Jean-Bernard Restout au titre de Directeur du Garde-Meuble.
Alexandre Lemoine de Crécy, beau-frère de Thierry de Ville d'Avray qui avait la charge de Garde général des meubles de la Couronne, remet les coffrets des bijoux à Roland et Restout. Le procès-verbal de récolement mentionne qu'ils n'ont pas été ouverts et ont été déposés dans la salle des bijoux, mise immédiatement comme l'ensemble du Garde-Meuble sous scellés en présence de Roland et Restout.
Le trésor, amassé depuis le XVIe siècle par les rois de France, est alors composé de plus de 10 000 pierres, dont des pièces uniques telles que le « Grand Saphir » de Louis XIV, le diamant le « Sancy », le « Régent », des perles, des rubis, des émeraudes, des topazes et autres saphirs. La valeur de l'ensemble est alors estimée à 23 millions de livres.
Les Joyaux de la Couronne dont entre autres pierres précieuses, le Diamant bleu de la Couronne (la parure de l'ordre de la Toison d'or du Roi et son grand diamant bleu) furent notamment volés entre les 11 et 16 septembre 1792 à l'occasion du cambriolage de l'hôtel. Pendant cinq jours et nuits les voleurs qui ont escaladé la façade de l'hôtel et découpé un volet intérieur en bois (toujours visible de nos jours) pour s'introduire dans la pièce du premier étage abritant les joyaux, ripaillent, organisent une bruyante fête arrosée, font monter des prostitués, sans qu'aucun garde n'entende rien. Ce n'est que le 16, à la faveur d'une relève, qu'une patrouille de la Garde nationale, découvre que les scellés ont été brisés. La très grande majorité des Joyaux de la Couronne qui y étaient exposés ont été dérobés (9 000 pierres précieuses soit l'équivalent de sept tonnes d'or, de bijoux, orfèvrerie et pierreries) pendant cinq nuits par une trentaine de voleurs qui, bien renseignés, ne fracturent que les armoires principales qui contiennent les œuvres majeures de la réserve du plus grand trésor du monde de l'époque avec celui du Grand Moghol, ce qui constitue le « casse du millénaire ». La publication et la diffusion de l’inventaire en 1791, lors du recensement des biens de la Couronne de France par la Convention Nationale, a ainsi fourni de précieux renseignements publics sur la composition de ce trésor. Le vol a eu lieu à la faveur d'une période troublée, la France étant envahie, le roi Louis XVI destitué et emprisonné, et la ville de Paris en proie à une agitation considérable. Si la majorité des gemmes royales furent récupérées (dont les diamants Sancy et Régent), les plus grands insignes royaux de chevalerie (les joyaux des parures de l'ordre de la Toison d’or et de l'ordre du Saint-Esprit), ainsi que de nombreux objets majeurs (épée de diamant de Louis XVI, ceux de la « chapelle de Richelieu », etc.) disparurent définitivement. Certains des voleurs arrêtés sur dénonciation sont guillotinés sur le lieu même de leur forfait, place de la Révolution.
La parure de l'ordre de la Toison d'or du Roi est retrouvée auprès des voleurs en 1795 mais reperdue peu de temps après. Les érudits du XIXe siècle retracent son parcours : un marchand ambulant, habitué des foires, du nom de Cadet Guillot passe en Angleterre d'où la pierre serait soit restée cachée à Londres, soit partie pour Constantinople. Selon toute vraisemblance, le diamant bleu aurait alors été obtenu auprès dudit Guillot par le banquier et collectionneur Thomas Hope.

##### Préjudice
Mis à part le constat d'un désordre général, rien ne semble avoir été volé hormis les bijoux de la Couronne dont la vitrine qui n'a même pas été fracturée n'abrite que les coffrets vides. Quelques diamants seront retrouvés au sol mais le préjudice atteint près de 30 millions de francs.
La plupart des pillards sont appréhendés dans la soirée et le lendemain. Mis au secret, huit d'entre eux sont reconnus coupables de « conspiration tendant à spolier la République » et immédiatement condamnés à mort par guillotine.
Ville d'Avray est quant à lui retrouvé assassiné à la prison de l'abbaye où il avait été enfermé.

##### À qui profite le crime?
- Quarante voleurs ont pu entrer, sortir, ripailler et déménager 10 000 bijoux et pierres précieuses 5 jours et 4 nuits durant sans attirer l'attention
- La garde était opportunément réduite de façon irrégulière à la suite de maladies plus tard révélées comme non avérées ou de permissions imposées
- Les bijoux immédiatement retrouvés étaient les moins précieux, nécessitant une connaissance et une expertise préalable que n'avaient pas les voleurs arrêtés.

Alors, à qui profite le crime ? plusieurs hypothèses sont possibles :
- Est-ce Thierry de Ville d'Avray qui dès la fuite du Roi à Varennes sous le prétexte d'opérations de retaille ou de réparation avait réussi à évacuer les pierres les plus importantes vers des diamantaires flamands pour financer une éventuelle armée contre-révolutionnaire ? Il aurait alors remis les coffrets vides à Lemoine-Crécy qui lui-même aurait remis des coffres tout aussi vides à Roland et Restout ? Le procès-verbal mentionne que les coffrets n'ont pas été ouverts et des échanges avec les banquiers hollandais Vandenyver accréditent partiellement cette hypothèse.
- Lemoine-Crécy aurait-il vidé les coffrets avant de les remettre à Roland et Restout ? À son profit ou en vue de financer une contre-révolution ? Le procès-verbal mentionne que les coffrets n'ont pas été ouverts.
- Sont-ce Roland et/ou Restout qui auraient vidé les coffrets à leur profit ou à celui des armées révolutionnaires avant de les mettre sous scellé ? Le procès-verbal mentionne que les coffrets n'ont pas été ouverts lors de la remise et Restout ayant pouvoir de poser les scellés auraient pu les briser, voler le contenu des coffrets puis les reposer.
- Est-ce tout simplement l'insécurité et le chaos global qui régnaient à Paris en septembre 1792 qui explique la négligence de surveillance ?
- Une dernière hypothèse milite pour le fait que face à une défaite certaine à la bataille de Valmy le 20 septembre 1792 pour les Armées Révolutionnaires pauvres, affamées, mal équipées, inexpérimentées et en infériorité numérique face aux Prussiens et Autrichiens qui marchaient sur Paris, Danton aurait récupéré les bijoux et les aurait offert au duc de Brunswick à la tête des troupes ennemies. Il apparait en effet que les Généraux des anciennes armées royales Lafayette, Rochambeau et Luckner sont remplacés au dernier moment par des généraux acquis à la Convention (Kellerman et Dumouriez), que la bataille s'est interrompue au bout de quelques heures après des charges prussiennes molles et une retraite inexpliquée et qualifiée de « miraculeuse » de Brunswick qui n'a pas attendu l'arrivée de ses renforts autrichiens pourtant à proximité.

##### Épilogue
La plupart des bijoux sont retrouvés deux ans plus tard et rejoignent les collections du Muséum d'Histoire Naturelle dès 1795. En dépôt au Louvre on peut aujourd'hui les admirer dans la galerie d'Apollon.
Le « Bleu de France » réapparaît en Angleterre en 1812, mais entièrement retaillé, ce qui lui a fait perdre son éclat initial à tout jamais. Il est désormais connu sous le nom de « Diamant Hope » et exposé à la Smithsonian Institution à Washington, D.C.

#### 21 janvier 1793: exécution de Louis XVI et signature de l'acte de décès de Louis XVI
Gaspard Monge, ministre de la Marine depuis 1792, assiste à l'exécution du Roi depuis son bureau et contresigne l'acte de décès du Roi.

#### 24 octobre 1793: signature de l'acte de décès de Marie-Antoinette
La Reine Marie-Antoinette est exécutée sur la place de la Révolution le 16 octobre 1793.
Son procès-verbal d’exécution et son acte de décès sont établis et signés le 24 octobre 1793 dans le Salon des Bijoux du Garde-Meuble.

L'original de l'acte a disparu lors de la destruction des archives de Paris en 1871, mais il avait été recopié par des archivistes : 

« Du trois du second mois de l'an Second de la République française (24 octobre 1793).
Acte de décès de Marie-Antoinette Lorraine d'Autriche du vingt-cinq du mois dernier (16 octobre 1793) âgée de trente-huit ans, veuve de Louis Capet, vu l'extrait du jugement du tribunal criminel révolutionnaire et du procès-verbal d'exécution en date du 25 du mois dernier.
Signé Woeff, commis greffier. L'officier public Deltroit. »

### 1798: la fin du Garde-Meuble et l'arrivée de la Marine
Le 6 octobre 1789, Louis XVI quitte Versailles pour Paris et toutes les administrations du royaume doivent alors suivre le même chemin et trouver où s'installer à Paris.
Le comte César Henri de La Luzerne et Jean-Baptiste Berthier, respectivement secrétaire d’État à la Marine et cartographe gouverneur général des hôtels-ministères de la Marine, de la Guerre et des Colonies occupent alors des espaces au deuxième étage et à l’ouest du premier étage.
Symbole de l’Ancien Régime, le Garde-Meuble est dans un premier temps purement et simplement supprimé en 1793. Une partie des meubles et objets d’art est alors vendue aux enchères ou brûlée, notamment pour en récupérer les métaux précieux jusqu'en 1798.
En 1800, il est recréé sous le nom de Garde-Meuble des Consuls puis deviendra ensuite Mobilier Impérial et enfin Mobilier national en 1870. Le Mobilier national a toujours la charge des meubles des différents Palais Nationaux tels que l’Élysée. Il s'installe Quai d'Orsay puis rue Berbier-du-Mets (13e arrondissement de Paris) et ne retrouvera jamais ses murs originels.
La Marine investit l'ensemble du bâtiment en 1799 et du bureau du Chef d’État-Major à la galerie des grandes préfectures de Marine, elle va remodeler le lieu en fonction de ses besoins : division des espaces pour augmenter la taille des bureaux, aménagements liés aux évolutions technologiques des XIXe et XXe siècles (électricité, téléphone, ascenseurs, etc.) tout en préservant et enrichissant les décors originels.
Cœur de la Diplomatie économique, marchande et militaire, les murs du salon diplomatique de l'hôtel de la Marine ont désormais des oreilles au sens propre. En effet, réutilisant un passage de service du XVIIIe derrière le mur de la cheminée une cachette exiguë se dissimule pour écouter et prendre en note les débats qui se déroulaient dans le salon diplomatique.

### 27 février 1802: Decrès convoque le bal de l'Europe

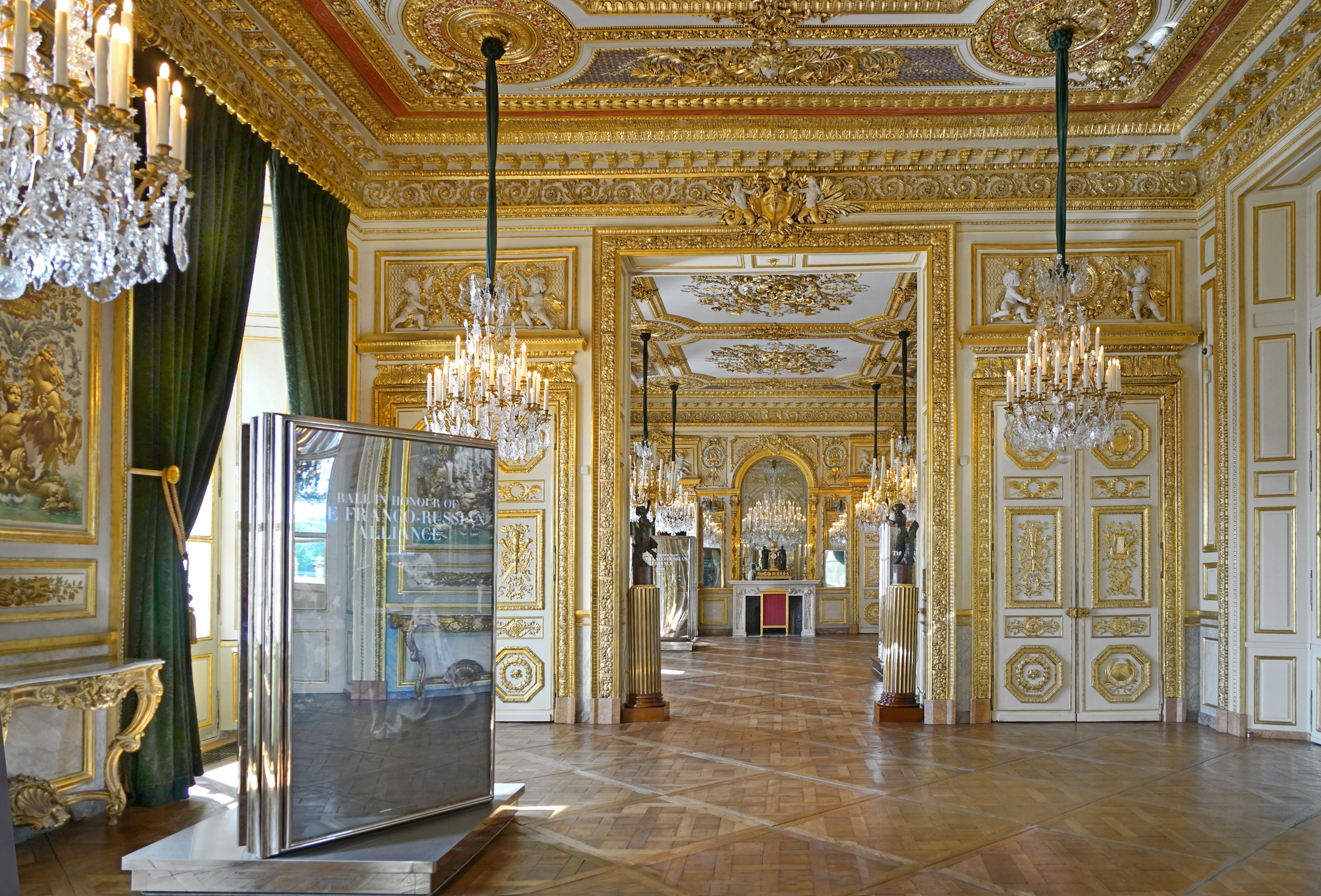
Le Salon des Amiraux, après la rénovation de 2016-2021.

Premier bal donné depuis la Terreur, le Bal de l'Europe marque le renouveau de la vie mondaine parisienne.
Organisé par le ministre de la Marine Denis Decrès à la demande du Premier Consul Bonaparte, il regroupe les ambassadeurs des puissances étrangères pour leur signifier le retour de la France dans le concert des Nations.
Des nobles français de l'Ancien Régime tout juste rentrés d'exil sont également conviés mais annoncés sans leur titre de noblesse, à la différence des invités étrangers. C'est une manière de leur signifier le changement de régime.
Gaspard Monge, ministre de la Marine en 1792-1793 qui avait assisté, depuis la fenêtre de son bureau, à l'hôtel de la Marine, à l'exécution de Louis XVI, puis avait contresigné l'acte de décès du roi, est présent afin de renforcer encore le message de Bonaparte.

### 25 octobre 1836: l'obélisque de Louxor est érigé

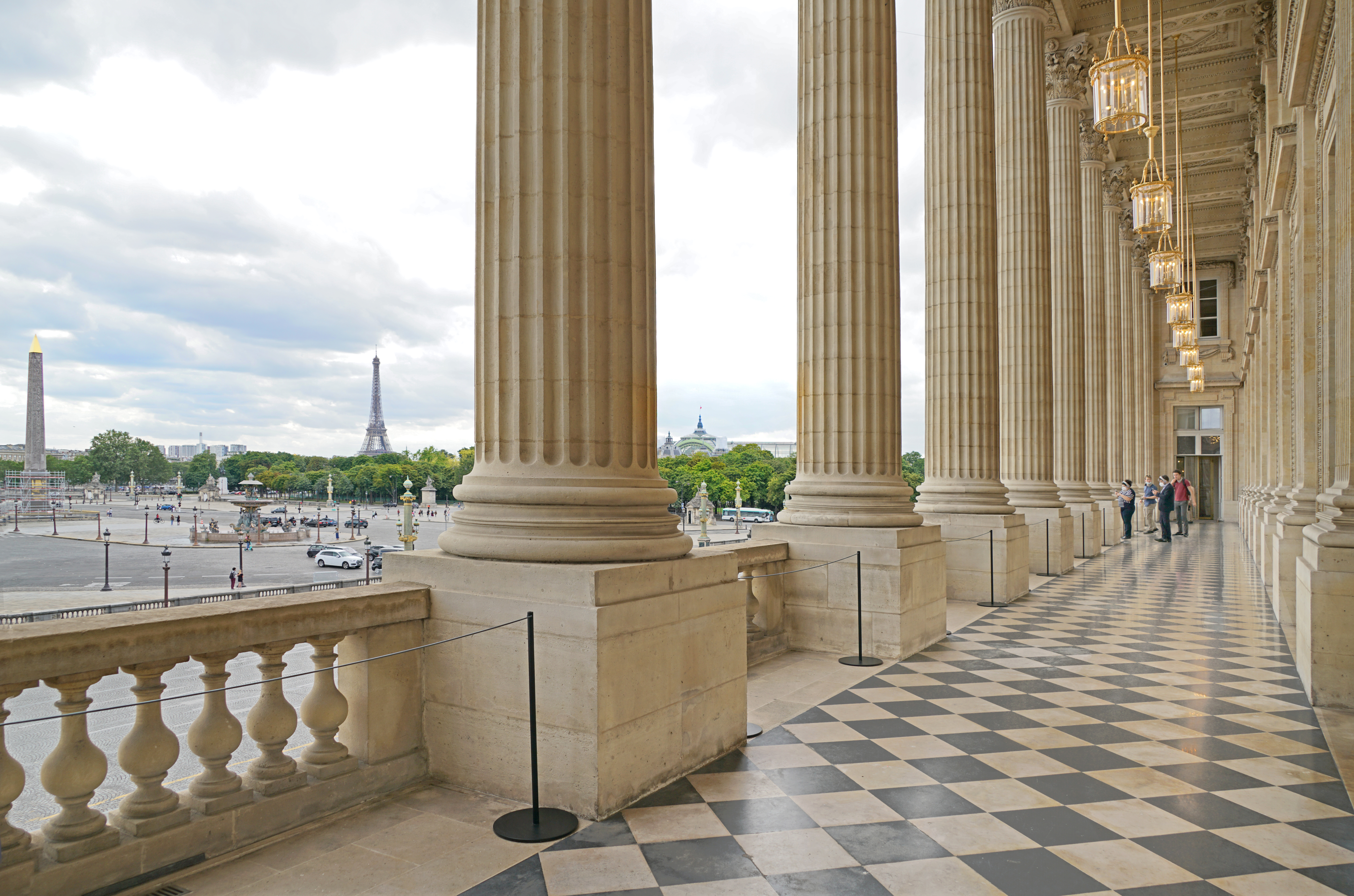
Loggia de l'hôtel de la Marine.

Louis-Philippe Ier assiste depuis la loggia à l’érection de l’obélisque de Louxor sur la place, le 25 octobre 1836, par l'ingénieur Apollinaire Lebas à l'aide de machines élévatrices et de gigantesques cabestans.
Louis-Philippe Ier, dont c'était la première grande sortie publique depuis l'attentat d'Alibaud du 25 juin 1836, n'avait pas voulu prendre le risque du ridicule en cas d'échec de l'opération. Il s'était donc installé discrètement, avec la famille royale, aux fenêtres des salons et au moment précis où l'obélisque se dresse sur son socle, le roi et sa famille paraissent au balcon dans une mise en scène parfaitement réglée pour recueillir l'ovation de la foule qui se pressait pour assister à l'opération.

### 27 avril 1848: Schoelcher abolit l'esclavage
Dans le même Salon diplomatique Victor Schœlcher, sous-secrétaire d'État à la Marine dans le gouvernement provisoire, signe le 27 avril 1848 le décret d'abolition de l'esclavage sur le bureau repositionné et toujours visible aujourd'hui.
En avril 2018, le président Emmanuel Macron annonce la création de la Fondation pour la mémoire de l'esclavage, présidée par Jean-Marc Ayrault, et indique qu’elle aura son siège à l'hôtel de la Marine.

### 12 février 1866: le Cortège des Nations
En pleine fête impériale, le marquis de Chasseloup-Laubat, ministre de la Marine de Napoléon III, donne un bal costumé fameux le 12 février 1866.
Le bal costumé réunit environ 3000 invités et les étrangers furent frappés de cette magnificence relatée par plusieurs journaux de l’époque. Le ministre était costumé en notable vénitien. L’Empereur et l’Impératrice, en dominos noirs, firent leur entrée à 23 heures et furent suivis d’un cortège représentant les quatre parties du monde, l’Asie, l’Europe, l’Afrique et l’Amérique, la cinquième, l’Océanie, restant ignorée « en raison de la simplification par trop primitive de son vêtement national », ainsi que le relate un article du Morning Post. À titre d’exemple, l’Amérique « était personnifiée par Miss Carter, une blonde américaine allongée sur un hamac suspendu entre deux bananiers et portée par des noirs et des peaux-rouges, suivis de leurs squaws ». Le bal ne se termina qu’à six heures et demie du matin.

### 1923: classement au monuments historiques
L'édifice est classé au titre des monuments historiques en 1923 (il était inscrit à l'inventaire supplémentaire depuis 1862).

### Seconde Guerre mondiale

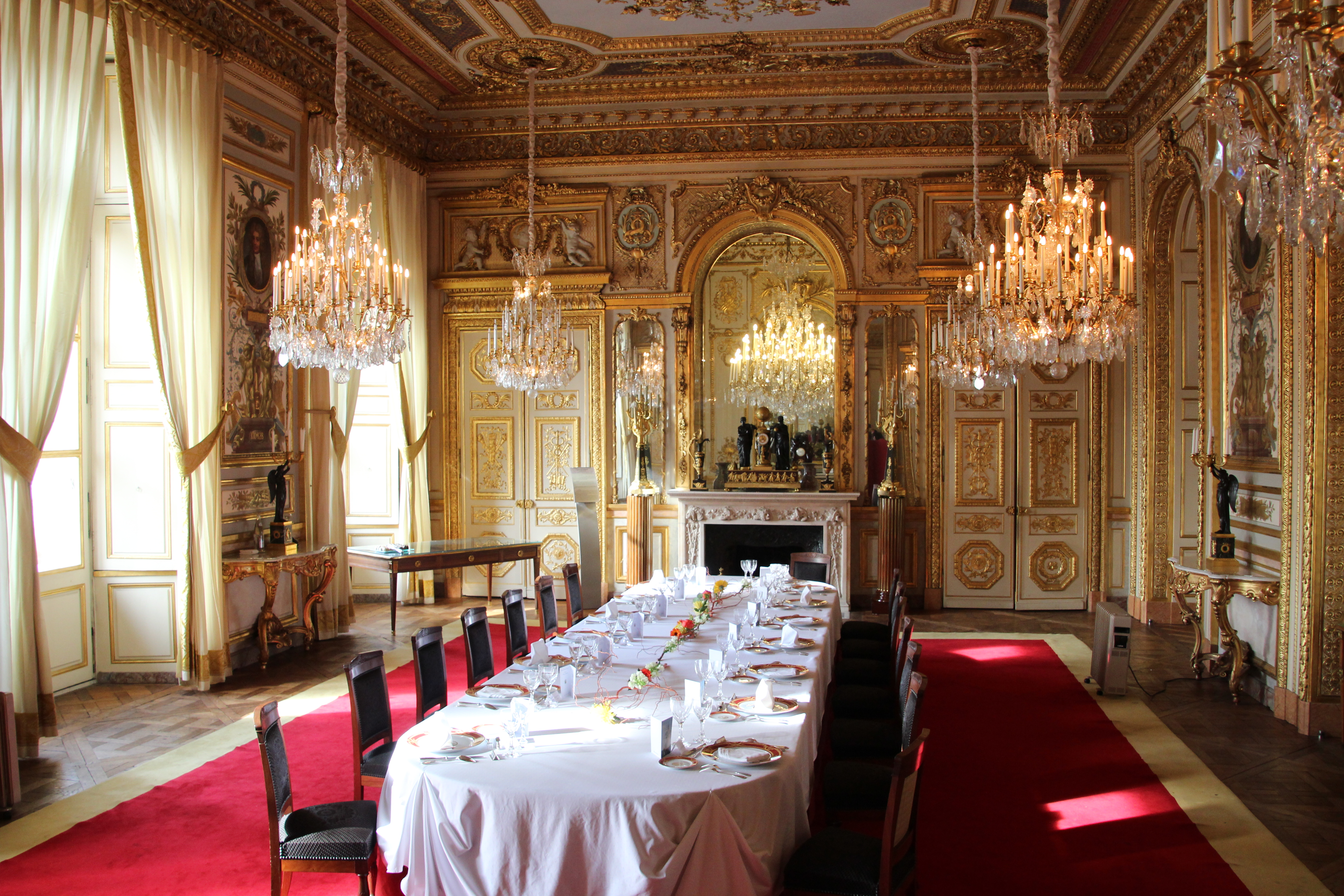
Le Salon des Amiraux, avant la rénovation de 2016-2021.

Pendant l'occupation allemande, l’état-major de la Kriegsmarine (Marine allemande) investit les lieux précipitamment abandonnés en 1940. Lors de la Libération de Paris en août 1944 les derniers combats se concentrent autour de la place de la Concorde et au fil de la remontée de la 2e DB rue de Rivoli, qui abritait de nombreux états-majors allemands, de nombreux soldats nazis se retranchent dans l'hôtel de la Marine.
L'hôtel présente l'avantage d'offrir, notamment depuis le salon d'angle de l'appartement de l'Intendant au premier étage, une position stratégique pour observer d'une de ses fenêtres, toute la rue de Rivoli en enfilade et, partant, l'arrivée des combattants français et alliés par cette artère. Dissimulés derrière les volets intérieurs en bois du bâtiment, les Allemands pouvaient observer discrètement leurs ennemis par un œilleton toujours visible de nos jours, percé en plein milieu du volet de cette fenêtre du salon d'angle, où un poste de tir aurait même été installé. La vulnérabilité de la façade et la progression à couvert des soldats alliés sous les arcades de la rue de Rivoli vont toutefois rendre la position inutile.
Les derniers commandos se réfugient sur les toits avant de se rendre non sans avoir tiré quelques salves lors de la descente des Champs-Élysées par le général Charles de Gaulle.

### 1947-2015: le départ progressif de la Marine

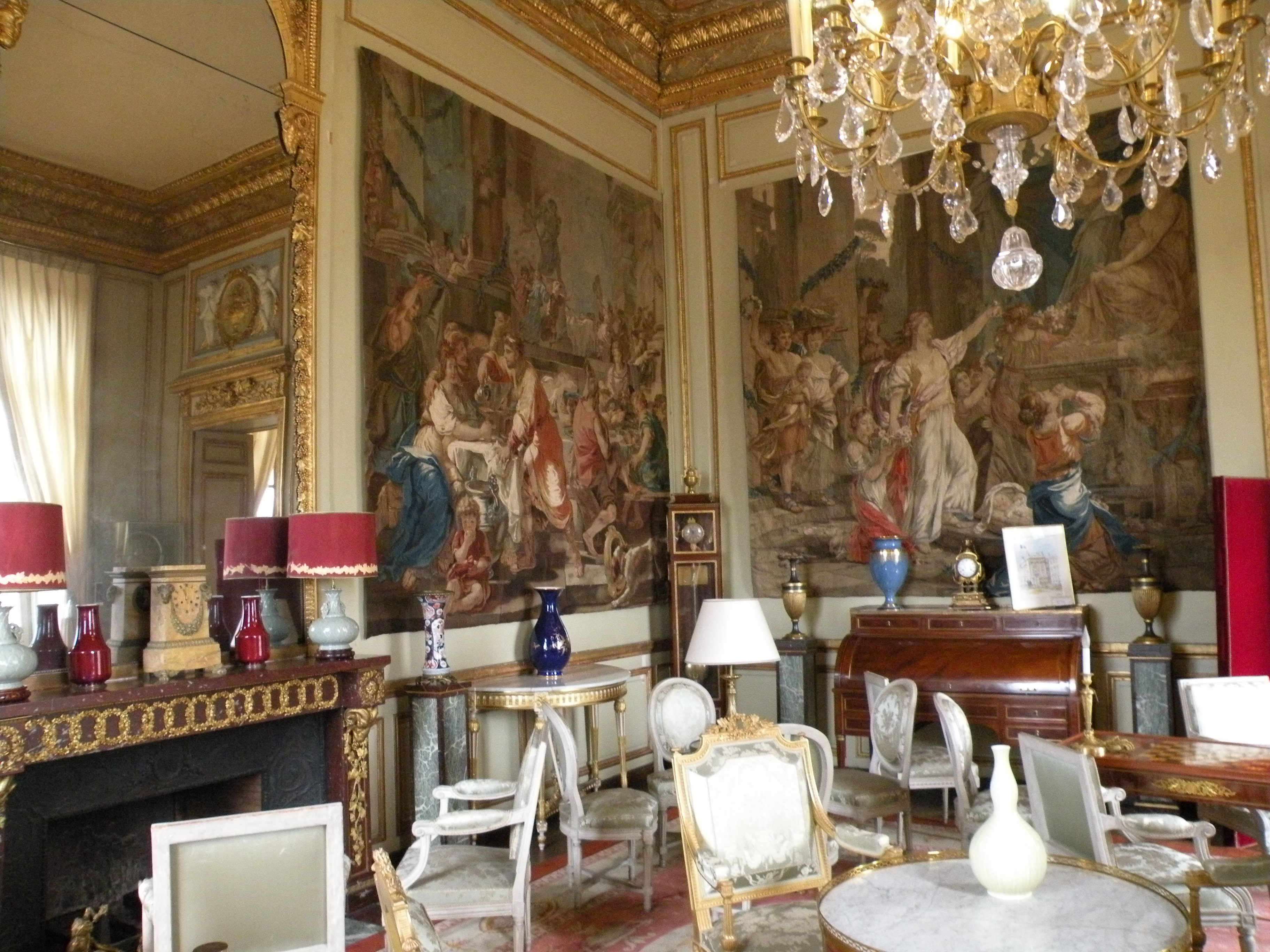
L'antichambre carrelée, avant la rénovation de 2016-2021.

En 1947, le gouvernement de Paul Ramadier est le dernier à intégrer un ministère de la Marine sous ce nom et dans son intégrité (Amirauté militaire, Commerce, Marine Marchande, Transport, Pêche, etc.). L'ensemble des services civils sont progressivement rattachés à d'autres administrations et quittent l'hôtel de la Concorde.
Une première restauration des salons Napoléon III et de la colonnade est engagée par la Marine en 2006.
Cette première restauration a été réalisée dans le cadre d'un mécénat de compétence exceptionnelle à plus d'un titre. D'abord contractuelle, il s'agissait du premier mécénat de compétence liant l'État à travers deux de ses ministères, celui de la Culture et de la Communication ainsi que celui de la Défense, à une entreprise privée, la société Bouygues ; ensuite technique : l'expertise, l'implication et le partage de compétences des uns et des autres se sont additionnés.
Les travaux réalisés par Bouygues et de nombreux artisans spécialisés ont été exécutés sous le contrôle de l'amiral Pierre-François Forissier, chef d'état-major de la Marine, et de Denis Lavalle, conservateur général du Patrimoine au ministère de la Culture et de la Communication.
De 2006 à 2009, douze entreprises sont intervenues à l'hôtel de la Marine. Après avoir assuré la stabilité du péristyle et remis en valeur les sculptures extérieures, les artisans d'art ont rendu tout son éclat au décor des salons et galeries d'apparat du premier étage. L'étanchéité de la toiture a été refaite en ardoises provenant du pays de Galles. La voûte qui surmonte l'attique du péristyle a été entièrement reconstituée en briquettes.
La colonnade et la loggia du péristyle ont été restaurées. Les sculptures extérieures du péristyle : chapiteaux corinthiens, frises et caissons ont été nettoyés par micro-gommage et les ornements restaurés.
Les décors intérieurs : dorures, peintures, menuiserie, et lustrerie ont également fait l'objet de restauration importante.
Grâce à la convention de mécénat, le monument classé a reçu 6,2 millions d'euros du groupe Bouygues pour la rénovation de ses façades et de ses salons d'apparat.
En 2015, le haut commandement de la Marine déménage vers le centre de Commandement des Armées Hexagone dans le 15e arrondissement, destiné à regrouper tous les services civils et militaires de défense nationale.

### 1989: bicentenaire de la Révolution
Les 13 et 14 juillet 1989, les invités du président de la République François Mitterrand peuvent suivre le défilé commémoratif du bicentenaire de la Révolution française conçu par Jean-Paul Goude depuis la loggia.

### 2011: la commission Giscard d'Estaing pour définir un avenir inédit
L'État, propriétaire du bâtiment, envisage un temps de l'affecter à l'accueil de réceptions publiques et privées via un appel à candidatures pour le confier par bail à un opérateur privé, mais les oppositions s'élèvent contre une privatisation du patrimoine et l’énième création d'un hôtel de luxe destiné aux séminaires d'entreprises.
Le président de la République, Nicolas Sarkozy impose un moratoire et nomme le 5 février 2011 l'un de ses prédécesseurs, Valéry Giscard d'Estaing, à la tête d'une commission chargée de se pencher sur l'avenir du bâtiment.
La commission rend son rapport en septembre 2011 et propose que le bâtiment reste propriété de l'État pour en faire « une galerie du trésor français », et un espace d'expositions temporaires ou de ventes dans les parties historiques. Elle propose également la création d'un restaurant et d'une boutique/librairie. Pour les étages supérieurs et les anciens bureaux, elle propose de les offrir à la location après réhabilitation. Des bureaux de la Cour des Comptes pourraient aussi être accueillis dans l'hôtel.
Le président Sarkozy suit l’avis de la commission et engage un appel à projets auprès du musée du Louvre et du Centre des monuments nationaux (CMN). Les deux projets doivent viser à ouvrir au public les espaces les plus prestigieux du bâtiment après remise en état.
Le projet du Louvre prévoit d’y présenter les collections de plusieurs institutions, dont le Mobilier national, la manufacture de Sèvres ou le musée des Arts décoratifs. Tandis que le Centre des monuments nationaux envisage un projet plus innovant dans l'approche prévoyant une remise en contexte d'un appartement de réception au XVIIIe siècle.
L'hôtel continue à accueillir diverses cérémonies dans les salons Second Empire (remise des prix du plumier d'or, un concours de français organisé par l'association de défense de la langue française).
En 2012, l'allocution présidentielle du 14 Juillet a lieu pour la première fois à l'hôtel de la Marine, et non au palais de l'Élysée comme à l’accoutumée.

### 2016-2020: le projet novateur du Centre des monuments nationaux
En 2016, le Louvre se retire du projet et le CMN engage une profonde restauration du bâtiment, de 2017 à 2021, à l'issue de laquelle 6 000 m2 sont ouverts au public (dont les salons d'apparat et les appartements datant du XVIIIe siècle) et 6 000 m2 loués à des entreprises par l'intermédiaire de Morning, entreprise française spécialisée dans les espaces de travail – parmi les locataires figure la Fédération internationale de football association (FIFA), qui occupe le 3e étage du bâtiment.
Un passage est ouvert au rez-de-chaussée entre la rue Royale et la place de la Concorde, donnant accès à des boutiques, à une librairie et à trois restaurants.
L'ouverture des salles au public permet d'accéder à la colonnade, aux salons d'apparat et aux espaces associés à l'histoire de la Marine.
Le mobilier du garde-meuble à la fin du XVIIIe siècle y a repris place, grâce à des dépôts du Mobilier national (du Louvre notamment).
L'hôtel de la Marine abrite également la collection Al Thani du Qatar durant vingt ans. Appelée Mimosa, une brasserie évoquant une « ambiance méditerranéenne » est par ailleurs confiée au chef Jean-François Piège.
Le monument est inauguré par le président de la République Emmanuel Macron le 10 juin 2021 et rouvre au public le 12 juin 2021 après 4 ans de travaux et une année de pandémie de Covid-19.
Dans la nuit du 31 décembre 2022, un incendie s'est déclaré au 4e étage dans un local technique et a ravagé 30 m2 de toiture. L'incendie n'a pas touché les parties les plus anciennes du bâtiment ni la collection d'œuvres. Après l'incendie, le lieu est fermé au public pendant plusieurs jours,.

## Description
Le bâtiment a une superficie totale de 12 000 m2, dont 4 000 m2 de surface bâtie, et ne compte pas moins de 553 pièces dont le fameux « salon des Amiraux ».
La façade a été conçue par Ange-Jacques Gabriel, premier architecte du Roi, auteur des plans de la place Louis-XV (devenue la place de la Concorde).

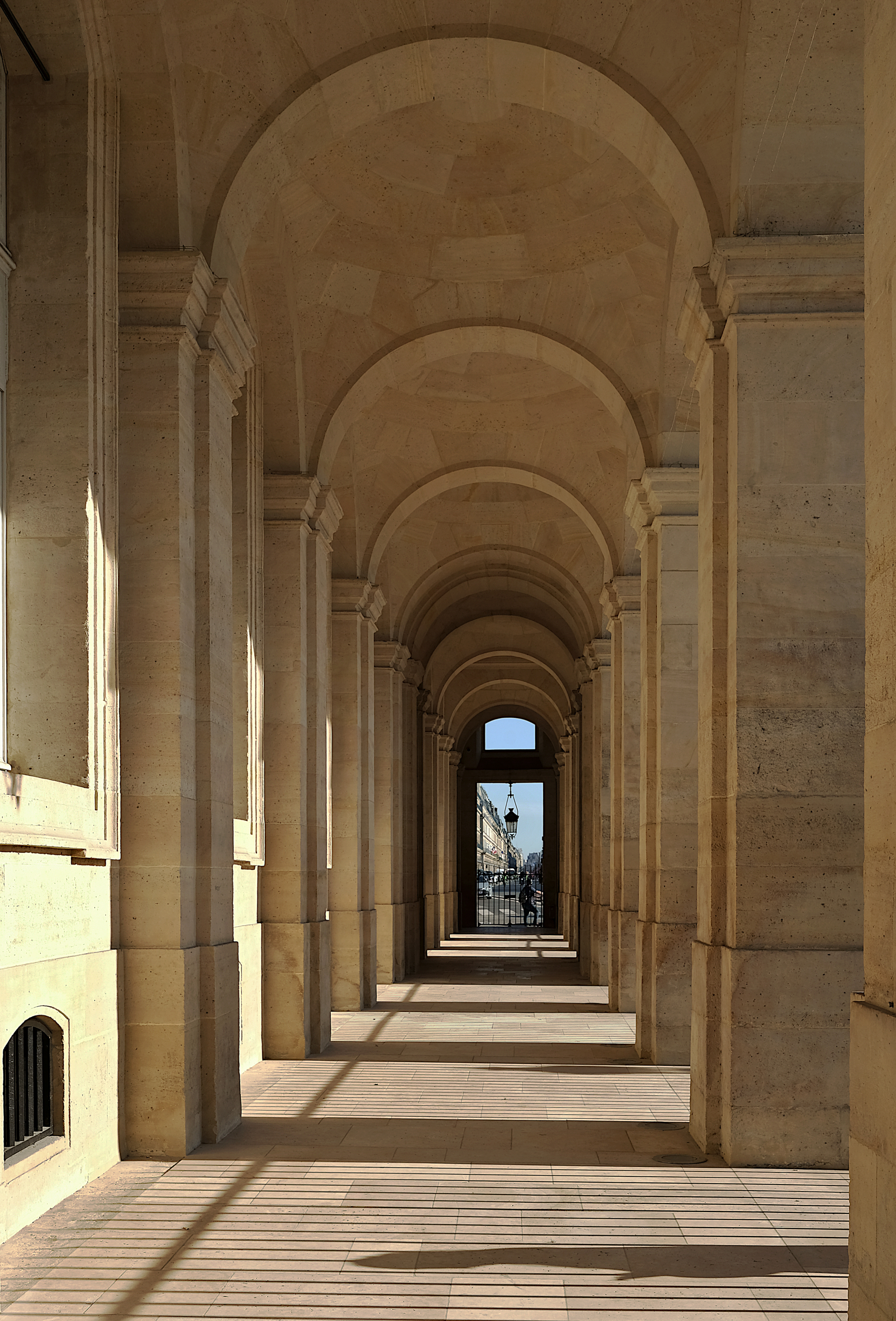
Galerie de l'entrée.
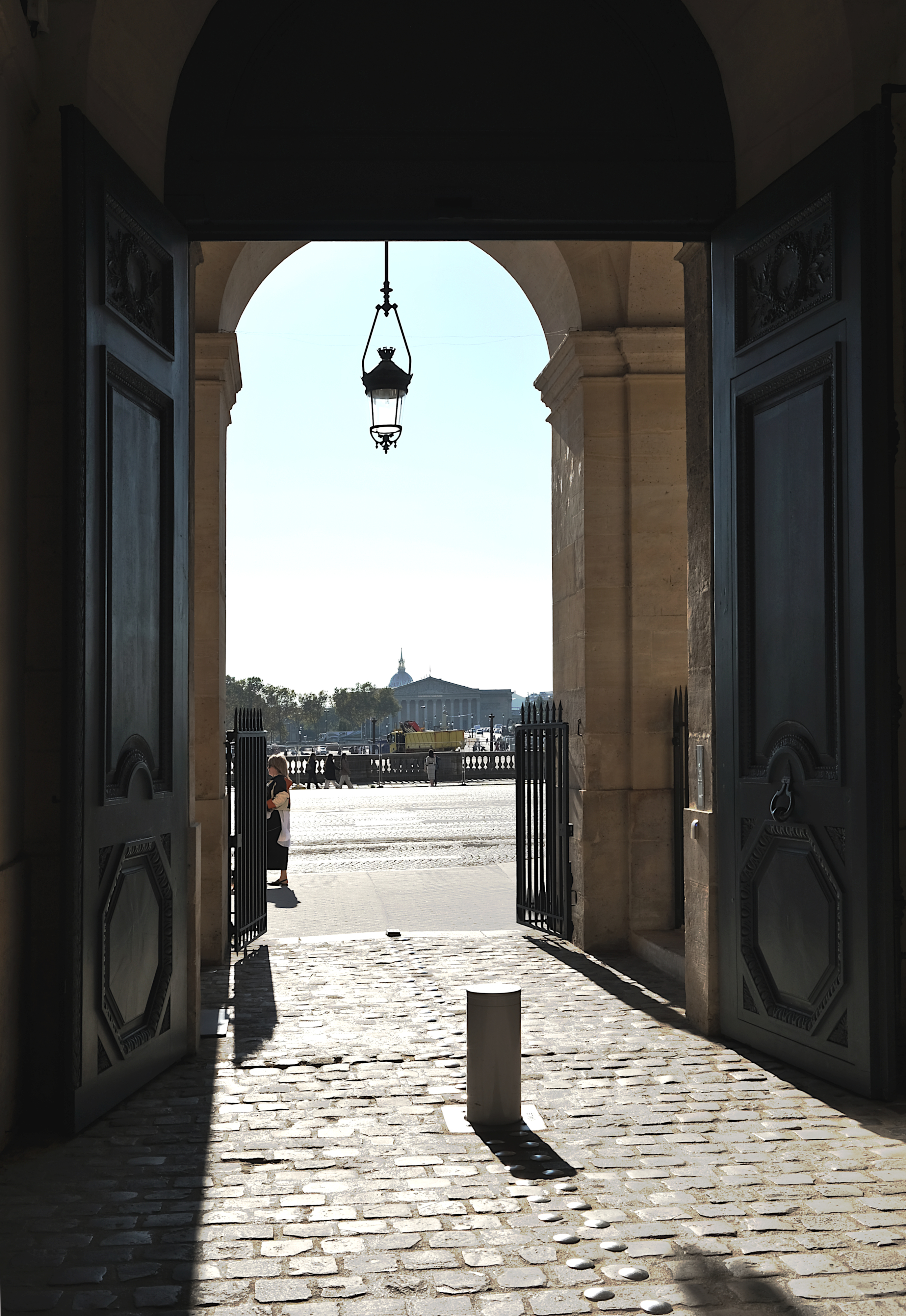
Entrée.

Ses deux frontons sont ornés de reliefs représentant des allégories de la Magnificence et de la Félicité publiques, œuvres de Guillaume II Coustou et de Michel-Ange Slodtz.
En 1976, le tympan de Michel-Ange Slodtz est déposé et remplacé par une copie du sculpteur André Lavaysse ; à la suite d'une mauvaise coordination des services de l'État, l'œuvre de Slodtz, qui était en mauvais état, fut brisée et envoyée à la décharge publique.
L'hôtel lui-même a été bâti sur des plans de Gabriel sous la direction de Jacques-Germain Soufflot. Les décors intérieurs, d'une grande magnificence, sont l'œuvre de l'architecte Jacques Gondouin, inspiré par Piranèse, et constituent une étape importante dans l'évolution du goût au XVIIIe siècle.
« Bien que remaniés sous le Second Empire, les grands salons d'apparat et surtout la Galerie dorée conservent encore certains éléments du décor d'origine ».
L’hôtel comprend quatre cours intérieures : la cour des Ateliers, la basse-cour, la cour d’Honneur et la cour de l’Intendant, cette dernière recouverte par une spectaculaire verrière de 300 m2, conçue par l’architecte britannique Hugh Dutton.
La loggia jouxtant le salon des Amiraux, surnommée le « balcon de l’État », offre une vue imprenable sur la place de la Concorde. C’est depuis cette loggia que le roi Louis-Philippe Ier assiste à l’érection de l’obélisque de Louxor sur la place, en 1836, ou, plus récemment, que les invités du président de la République François Mitterrand peuvent suivre le défilé commémoratif conçu par Jean-Paul Goude en juillet 1989.
Le bâtiment continue d'arborer un pavillon de la marine, et non un drapeau.

## Une réplique aux États-Unis
Une réplique, construite par Horace Trumbauer et Julian Abele (en), des deux corps de bâtiment de la place de la Concorde est située à Philadelphie.
La réplique de l'hôtel de la Marine est située en lieu de l'ancienne « Family Court of Philadelphia ».

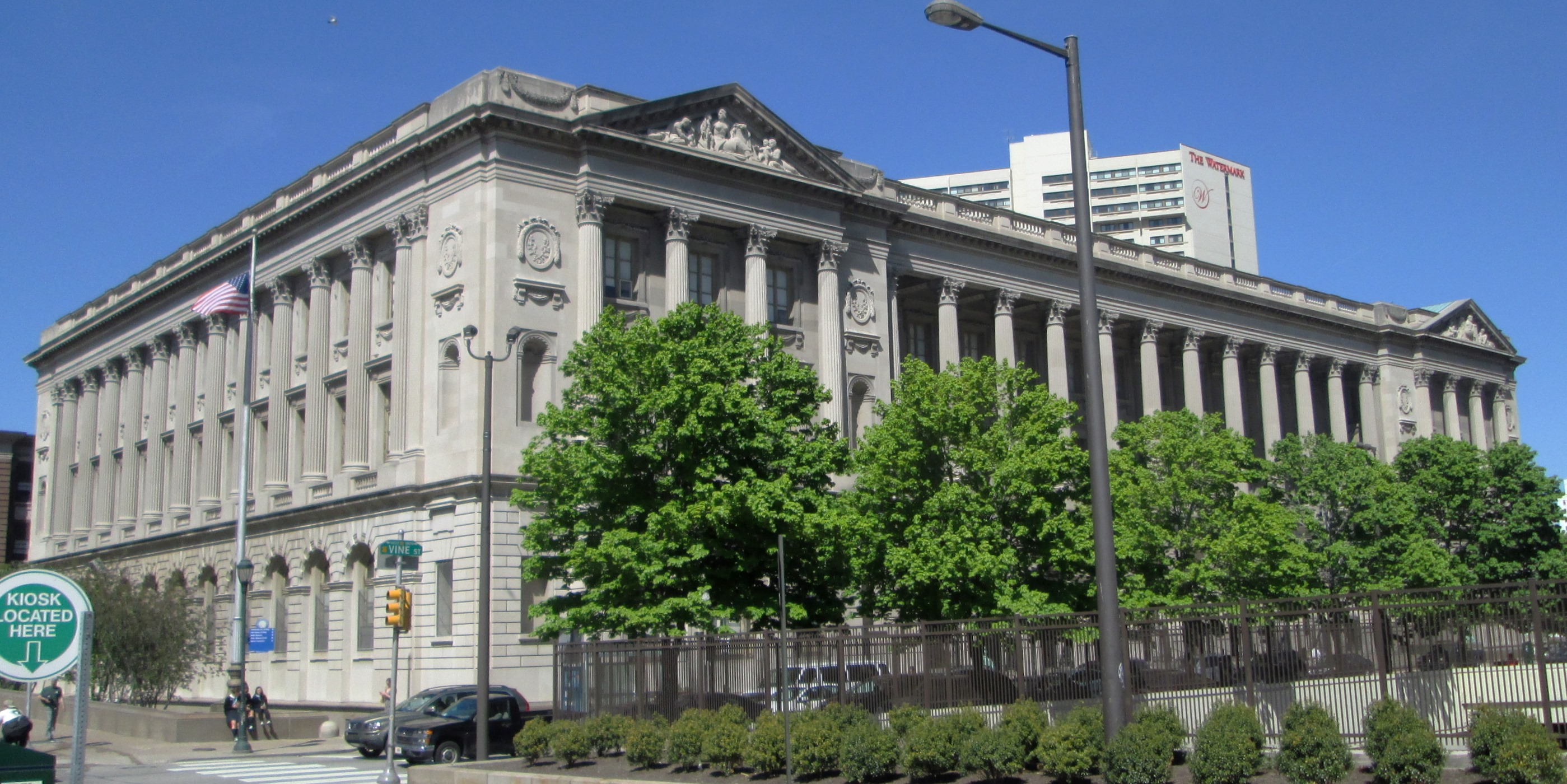
Family Court Building, réplique américaine de l'hôtel de la Marine.

Toujours dans la même ville des États-Unis, on trouve aussi la Free Library of Philadelphia qui est pour sa part une réplique du pendant séparé par la rue Royale de l'hôtel de la Marine sur la place de la Concorde, l'hôtel de Coislin.

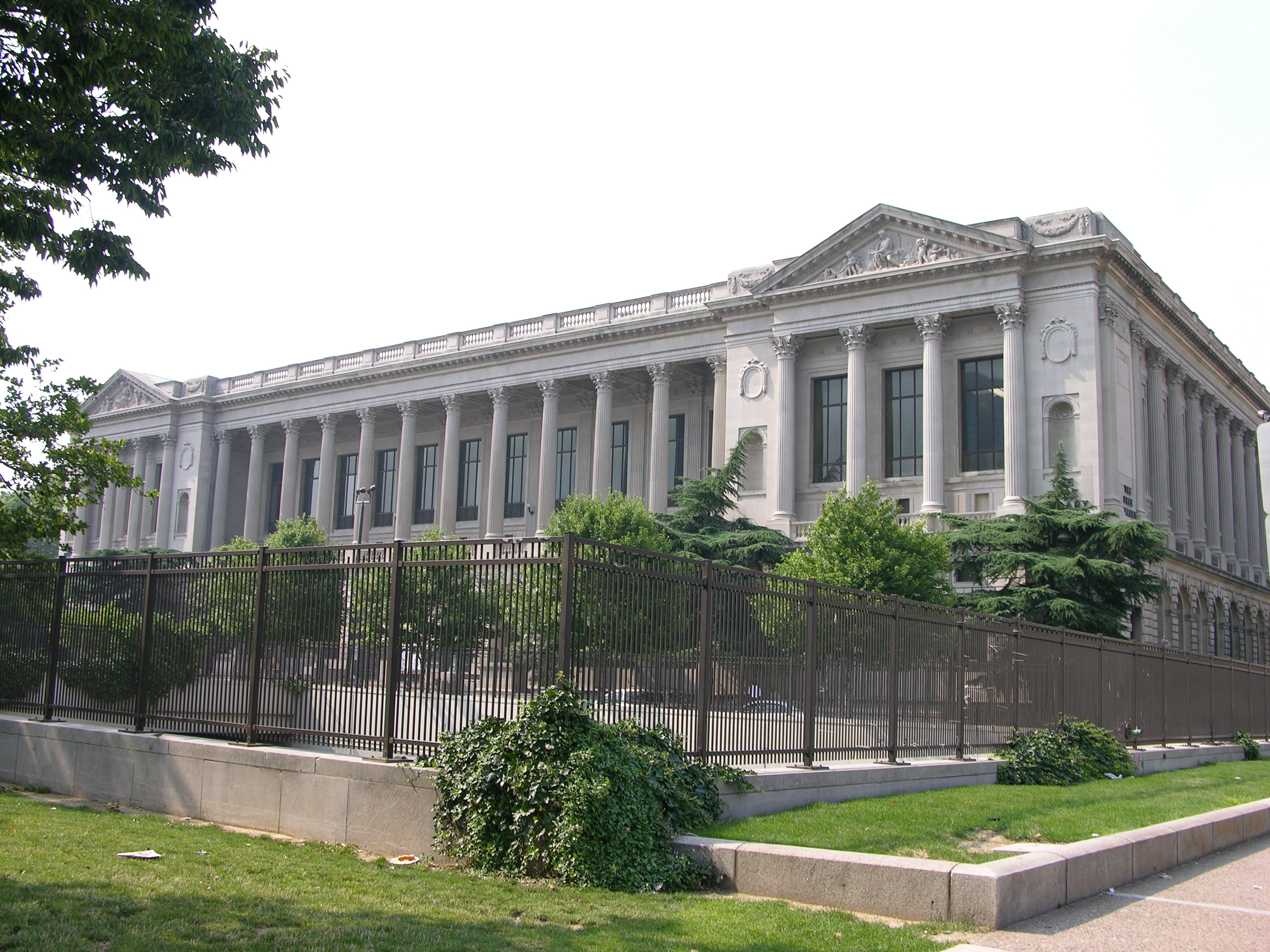
Free Library of Philadelphia, réplique américaine de l'hôtel de Coislin.